# The Artist
The Artist —conocida como El artista en Hispanoamérica— es una película francesa de drama y comedia romántica en el estilo de una película muda en blanco y negro. Escrita y dirigida por Michel Hazanavicius, está protagonizada por Jean Dujardin y Bérénice Bejo. La historia tiene lugar en Hollywood, entre 1927 y 1932, y está enfocada en la relación de una vieja estrella del cine mudo y una exitosa actriz joven, cuando el cine mudo pasó de moda y fue reemplazado por el cine sonoro.
El artista recibió elogios unánimes de los críticos y ganó numerosos premios. Dujardin ganó como mejor actor en el Festival de Cannes 2011, donde la película fue estrenada. La película fue nominada para seis Globos de Oro, siendo más nominada que cualquier película de 2011, y finalmente, ganó en la categoría como mejor comedia o musical, Globo de Oro a la mejor banda sonora, y mejor actor de comedia o musical para Dujardin. En enero de 2012, la película fue nominada para doce BAFTAs, también fue ahí la más nominada del 2011, y consiguió ganar siete, con más premios en la noche que ninguna otra película, incluyendo como mejor película, mejor director y mejor guion original para Hazanavicius, y mejor actor para Dujardin. Fue nominada para diez premios Óscar y ganó cinco, incluyendo mejor película, mejor director para Hazanavicius, y mejor actor para Dujardin. Es la primera película muda en ganar como mejor película desde Alas (1927) —el primer receptor de la primera edición de los premios Óscar, en 1927—, la primera película presentada en formato de aspecto de 4:3 en ganar desde Marty (1955) —la primera película en blanco negro desde La lista de Schindler (1993)—, y la primera película sin clasificación R en ganar desde Million Dollar Baby (2004).
En Francia, fue nominada para diez Premios César, ganando seis, incluyendo mejor película, mejor director para Hazanavicius, y mejor actriz para Bejo. Participó también en el Festival Internacional de Cine de Toronto y en el Festival Internacional de Cine de San Sebastián, donde ganó el premio del público. El artista se convirtió en la película francesa más premiada en la historia.

## Sinopsis
En 1927 la estrella de cine mudo George Valentin (Jean Dujardin) está posando para fotos fuera del lugar donde ha sido el estreno de su película exitosa más reciente, Un Affaire Ruso, cuando una joven mujer, Peppy Miller (Bérénice Bejo), topa accidentalmente con él para poder coger su monedero. Valentin reacciona con humor el accidente y pone a Peppy frente a las cámaras. Al día siguiente, Peppy se encuentra en la primera página del Variety con el título "¿Quien es esa chica?" Luego, Peppy audiciona como una bailarina y es observada por Valentin, quien insiste en que ella tiene un papel en la próxima producción de los Estudios Kinograph, a pesar de las objeciones del jefe del estudio, Al Zimmer (John Goodman). En la realización de una escena juntos, Valentin y Peppy muestran gran espectáculo químico, a pesar de ser simplemente una extra. Con un poco de orientación de Valentin (él dibuja un lunar sobre ella, que finalmente será su marca, después de encontrarla en su camerino), Peppy se eleva lentamente a través de la industria, gana papeles protagonistas más cercanos.
Dos años después, Zimmer anuncia el final de la producción de películas mudas en los Estudios Kinograph, pero Valentin es despectivo, insistiendo en que el sonido es una moda pasajera. En un sueño, Valentin comienza a escuchar los sonidos de su medio ambiente, pero no puede hablar. A continuación se despierta bañado en sudor. Él decide producir y dirigir su propia película muda, financiándose él mismo. La película se estrena el mismo día que la película de nuevo sonido de Peppy, así como el Crac del 29. Ahora la única posibilidad de Valentin de evitar la quiebra es que su película sea un gran éxito. Lamentablemente el público acude a la película de Peppy en su lugar y Valentin queda arruinado. Su esposa, Doris (Penelope Ann Miller), lo echa, y él se muda a un apartamento con su cámara y su chófer, Clifton (James Cromwell), y su perro. Peppy pasa a convertirse en una gran estrella de Hollywood.
Luego, la quiebra de Valentin le obliga a subastar todos sus efectos personales, y despide a Clifton, diciéndole que busque otro trabajo por falta de dinero. Deprimido y borracho, Valentin enojado establece un encuentro de su colección privada de películas anteriores. A medida que la película de nitrato rápidamente arde fuera de control, se siente abrumado por el humo, y pasa al interior de la casa en llamas, sin soltar un rollo de película simple. Sin embargo, el perro de Valentin atrae la ayuda de un policía cercano, y después de haber sido rescatado, Valentin es hospitalizado por lesiones sufridas en el incendio. Peppy visita el hospital y descubre que la película que rescató fue la primera que ella hizo. Ella le pide se traslade a su casa para recuperarse. Valentin despierta en una cama en su casa, al ver que Clifton está trabajando para Peppy. Valentin parece seguir siendo despectivo de Peppy al haberlo tomado, lo que llevó a Clifton a recordar severamente a Valentin de que su suerte había cambiado.
Peppy insiste a Zimmer que será Valentin quien coprotagonizará su próxima película, amenazando con dejar de Kinograph si Zimmer no está de acuerdo con sus términos. Después de que Valentin aprende a su pesar de que había sido Peppy quien había comprado todos sus efectos subastados, vuelve desesperado a su apartamento quemado. Peppy llega, con pánico, y encuentra que Valentin está a punto de intentar suicidarse con una pistola. Los dos se reconcilian, y recordando la capacidad de baile magnífica de Valentin, Peppy persuade a Zimmer de dejarlos hacer un musical juntos.
El sonido finalmente llega cuando la película comienza a rodar una escena de baile con Peppy y George. Una vez que la coreografía se ha completado, los dos bailarines se oyen jadeando, y el único momento en el sonido de la película se escucha que proviene de Peppy, que de otra manera no dice nada. El director de las convocatorias musicales fuera de audible, "Corte" a la que Zimmer añade: "Perfecto. Hermoso ¿Me podrían dar una más?" Valentin, en su única línea dice "Con mucho gusto", revelando su fuerte acento francés. La cámara se aleja de los equipos de sonido de la película, mientras se preparan para rodar otra toma.

## Elenco
- Jean Dujardin como George Valentin.
- Bérénice Bejo como Peppy Miller.
- Uggie como El Perro.
- John Goodman como Al Zimmer.
- James Cromwell como Clifton.
- Penelope Ann Miller como Doris.
- Missi Pyle como Constance.
- Bitsie Tulloch como Norma.
- Ben Kurland como un asistente de casting.

## Producción
El realizador francés Michel Hazanavicius llevaba tiempo fantaseando con la idea de hacer una película muda, tanto por el hecho de que muchos directores que él admiraba surgieron en la época del cine mudo, como debido al estilo natural de la imagen de esa época. En un primer momento, ese deseo de Hazanavicius de realizar una película muda no fue tomado en serio, pero después de que sus películas sobre espionaje OSS 117 : Le Caire, nid d'espions y OSS 117 : Rio ne répond plus tuvieran un inesperado éxito financiero, los productores comenzaron a mostrar interés por su idea. La preproducción de la película comenzó con el requerimiento de Hazanavicius de volver a trabajar con los actores Jean Dujardin y Bérénice Bejo, su esposa, ambos protagonistas de la serie de filmes de OSS. Para la historia, eligió la forma del melodrama, sobre todo porque pensó que muchas de las mejores películas de la época del cine mudo que han existido habían sido melodramas. Además, realizó una extensa investigación sobre los años 20 en Hollywood, y estudió muchas películas de la época intentando encontrar las maneras adecuadas -tanto técnicas como narrativas- de hacer que la historia se volviera lo más comprensible posible sin necesidad de usar demasiados subtítulos.
Hazanavicius terminó de realizar el guion de la película en cuatro meses. La película está integrada en su totalidad por un reparto francés y norteamericano y se filmó por un período de siete semanas en la ciudad de Los Ángeles.

## Música
La música de la película fue compuesta por Ludovic Bource, y producida en Bélgica. Fue grabada por la Orquesta Filarmónica de Bruselas dirigida por Ernst Van Tiel. La grabación tuvo lugar durante seis días en abril de 2011 en el Estudio 4 del Edificio Flagey de Bruselas.
La banda sonora fue publicada el 21 de octubre de 2011 por Sony Classical. Sólo una canción con letra es utilizada en la banda sonora. El tema se llama "Pennies from Heaven", y está interpretado por Rose Murphy, quien no aparece acreditada. La canción fue escrita en 1936, aunque la trama del filme transcurre entre 1927 y 1932. La escena anterior a la final, una de las más dramáticas de la película, utiliza la melodía "Love Scene", compuesta por Bernard Herrmann para la película de 1958, Vértigo de Alfred Hitchcock.
| N.º | Título                                          | Artista                        | Duración |  |
| 1.  | «The Artist Ouverture»                          | Brussels Philharmonic          | 1:02     |  |
| 2.  | «1927 A Russian Affair»                         | Brussels Philharmonic          | 3:36     |  |
| 3.  | «George Valentin»                               | Brussels Philharmonic          | 5:35     |  |
| 4.  | «Pretty Peppy»                                  | Ludovic Bource                 | 2:32     |  |
| 5.  | «At the Kinograph Studios»                      | Ludovic Bource                 | 1:37     |  |
| 6.  | «Fantaisie D'amour»                             | Ludovic Bource                 | 3:09     |  |
| 7.  | «Waltz for Peppy»                               | Ludovic Bource                 | 3:22     |  |
| 8.  | «Estancia Op. 8»                                | Brussels Philharmonic          | 3:40     |  |
| 9.  | «Imagination»                                   | Red Nichols & His Five Pennies | 2:56     |  |
| 10. | «Silent Rumble»                                 | Ludovic Bource                 | 1:16     |  |
| 11. | «1929»                                          | Ludovic Bource                 | 1:30     |  |
| 12. | «In the Stairs»                                 | Ludovic Bource                 | 3:15     |  |
| 13. | «Jubilee Stomp»                                 | Duke Ellington                 | 2:33     |  |
| 14. | «Comme Une Rosée De Larmes»                     | Ludovic Bource                 | 3:24     |  |
| 15. | «The Sound of Tears»                            | Ludovic Bource                 | 4:47     |  |
| 16. | «Pennies From Heaven»                           | Rose Murphy                    | 2:13     |  |
| 17. | «1931»                                          | Ludovic Bource                 | 4:44     |  |
| 18. | «Jungle Bar»                                    | Ludovic Bource                 | 2:07     |  |
| 19. | «L'ombre Des Flammes»                           | Ludovic Bource                 | 5:57     |  |
| 20. | «Happy Ending ...»                              | Ludovic Bource                 | 5:43     |  |
| 21. | «Charming Blackmail»                            | Ludovic Bource                 | 2:12     |  |
| 22. | «Ghosts from the Past»                          | Ludovic Bource                 | 2:00     |  |
| 23. | «My Suicide (Dedicated To 29 de marzo de 1967)» | Ludovic Bource                 | 6:24     |  |
| 24. | «Peppy and George»                              | Brussels Philharmonic          | 2:05     |  |

## Análisis
Michel Hazanavicius cita varias fuentes de inspiración para su realización en Amanecer y City Girl de F.W. Murnau, Cuatro hijos de John Ford, Y el mundo marcha de King Vidor y Garras humanas de Tod Browning.
Pero las películas de los años 1940 y 1950, como Sunset Boulevard de Billy Wilder y Cantando bajo la lluvia por Stanley Donen y Gene Kelly, también han influido en su evocación de la transición del mudo al sonoro y su tragicómica representación de un Hollywood desaparecido.
La historia, que evoca el destino de una estrella femenina en ascenso, y actor conocido en decadencia, es una aparente referencia a la película de Ha nacido una estrella de William A. Wellman. Antes las posibles fuentes de influencia, los críticos han señalado también la verdadera historia de John Gilbert, que tiene similitudes con el escenario de El artista. En la década de los 1920, la estrella estadounidense John Gilbert vivió la difícil transición del cine mudo al sonoro. Estaba en un conflicto abierto con el productor Louis B. Mayer, que trató de romper su carrera. Sin embargo, recibió una segunda oportunidad gracias a Greta Garbo, una superestrella sueca que logró la transición a las películas sonoras. Recomendó a Gilbert, quien había estado muy cerca, y lo impuso en la Metro-Goldwyn-Mayer como protagonista para la película La reina Cristina de Suecia, en 1933.
La película también abunda con referencias a las películas de Hollywood —sobre todo a la edad de oro del cine clásico. La secuencia de harina entre George Valentin y su esposa, donde el aburrimiento es cada vez más embarazoso, se refieren al proceso similar al usado por Orson Welles en Ciudadano Kane. En El artista, el afiche de la película El ángel de la guarda, en la que Miller interpreta a Peppy, sugiere un trabajo de 1928: El ángel de la calle de Frank Borzage. En cuanto a la escena de la camisa prestada por los Peppy en el vestuario de George Valentin, recordó un gesto similar de Janet Gaynor en otra película de Borzage: El séptimo cielo.
La escena final del baile de claqué, coreografiado por Fabien Ruiz, es una cita explícita de los musicales de 1932, en un estilo diferente al que va a crear Fred Astaire, en 1933.

## Recepción

### Estreno
La película se estrenó el 15 de mayo en competición en el Festival de Cannes 2011. Fue inicialmente anunciado estar fuera de la competencia, pero fue movido a la competición una semana antes que el festival abra. El estreno regular en Francia fue el 12 de octubre de 2011 a través de Warner Bros. Francia. The Weinstein Company compró los derechos distribución para los Estados Unidos y Australia, y Entertainment Film Distributors compró la distribución en Reino Unido. La película fue estrenada en los Estados Unidos el 23 de noviembre de 2011.
Seguido a sus premios en los Premios Globo de Oro de 2011, Warner Bros. reestrenó la película en Francia en 362 cines el 25 de enero de 2012. También fue reestrenado en Bélgica el 22 de febrero de 2012.

### Taquilla
Hasta el 4 de abril de 2012, El artista recaudó $43,634,885 en América del Norte, junto a $77,151,064 en otros territorios para un total mundial de $120,785,949.

### Respuesta crítica
El artista fue ampliamente elogiada a nivel mundial. Rotten Tomatoes reportó que 96% de los críticos entregaron a El artista una reseña positiva basada en 280 reseñas, con una calificación de 8.8/10, convirtiendo a la película en un "Certified Fresh" en el sistema de calificación del sitio web. En Metacritic, que asigna una media ponderada sobre 100 para las reseñas de los críticos de corriente principal, la película recibió una calificación de 89, basada en 41 reseñas, que indica «aclamación universal».
Mark Adams de Screen Daily llamó la película «un deleite real» e «impulsando una progresión elegante de las interpretaciones exquisitas de Jean Dujardin y Bérénice Bejo, es la más improbable de las películas de buen sentimiento». Sin embargo, él añadió: "La película se siente un poco lenta a través del final del primer tercio cuando la música es un poco repetitiva y los intertítulos son poco frecuentes, pero Hazanavicius maneja para entregar a la película una sensación real de encanto y calidez, y los aficionados de la película competirían para indicar referencias visuales y musicales». Peter Bradshaw, del diario británico The Guardian, expresó: «El artista tiene algo que el público anhela tanto en los festivales como en los multicines: una historia realmente buena».
Geoffrey McNab en The Independent llamó a la película «una ovación segura y un pieza magnífica de cinematografía» en su reseña con 5 estrellas entregadas del Festival de Cannes. Rick Groen de The Globe and Mail evaluó El artista con elogios, notando que la película «usa tecnología vieja para efectos increíbles e ilustrar la conquista insistente de una nueva tecnología». Sukanya Verma de Rediff.com sintió que El artista es una película extremadamente rebuscada y es un clásico instantáneo. David Thomson de The New Republic llamó a El artista un «entretenimiento ingenioso y consumado», y llegó a escribir: «Si Hazanavicius puede hacer más cosas tan elegantes y conmovedoras, sin el truco de silencio, aún sin verse (y oído). Mientras tanto, hay que felicitar por motivos de único placer. Quizás haga mucho más en el camino de la recompensa». Roger Ebert de Chicago Sun-Times le entregó la calificación más alta, 4 estrellas, diciendo: «Esta es una de las películas más entretenidas en muchas lunas, una película que encanta por su historia, sus actuaciones y por la forma astuta que juega con su silencio y blanco y negro».
Peter Travers, de Rolling Stone, la calificó con un puntaje de 3,5 sobre 4, y, nombrándola una de las mejores películas del año, comentó: «Encapsula todo lo que nos hace ir a ver las películas: acción, risas, lágrimas, y una oportunidad de perderse en otro mundo». Richard Corliss, de Time, también la consideró una de las mejores películas del año diciendo: «Ésta es una película tan seductora, que hará que te quedes... mudo».
Negativamente, Jaime N. Christley de Slant Magazine entregó a la película 1.5 sobre 4 estrellas, explicando que Michael Hazanavicius ignora «todo lo que es fascinante y memorable sobre la era, enfocándose en remiendos de conocimiento general, tan erosionados de hechos inconvenientes que, incluso, no califican una novela en clave». America Magazine discutió que mientras Jean Dujardin lleva la película, la actuación de Bejo fue decepcionante.

### Controversia de Kim Novak
El 9 de enero de 2012, la actriz Kim Novak declaró que la «violación» ha sido cometida en respuesta a la banda sonora de Ludovic Bource, que incorpora una porción de la banda sonora de Bernard Herrmann de la película Vértigo (1958) de Alfred Hitchcock —que Novak había protagonizado. En el artículo publicado por Variety, ella declarado que «Me sentí como si mi cuerpo —o, al menos, mi cuerpo de trabajo— fuese violado en la película». «Esta película debería haber sido capaz de sostenerse por sí misma, sin depender en la banda sonora de Bernard Herrmann de Vértigo de Alfred Hitchcock para proporcionar más drama», ella continuó. «Está moralmente mal para la habilidad artística de nuestra industria usar y abusar de piezas famosas de trabajo para llamar la atención y el aplauso de más que lo que estaban destinados». Y finalizó: «Me avergüenzan».

En respuesta, el director Hazanavicius lanzó una declaración:
«El artista fue creado como una carta de amor al cine y surgió de mi admiración y respeto (y el de todo mi elenco y equipo) por las películas a lo largo de la historia. Se inspiró en la obra de Hitchcock, Lang, Ford, Lubitsch, Murnau y Wilder. Me encanta Bernard Herrmann, y su música fue usada en muchas películas diferentes y estoy muy contento de tenerla en la mía. Respeto mucho a Kim Novak y lamento que no esté de acuerdo».
Hazanavicius también hablo con CNN: «Use música de otra película, pero no es ilegal. Pagué por eso, consultamos por eso y tenemos el permiso para hacerlo. Para mí, no hay una real controversia... Siento lástima por ella, pero hay un montón de películas con música de otras películas, directores hacen eso todo el tiempo y no estoy seguro de que sea un gran problema».
En mayo de 2011, cuando la película fue mostrada por primera vez en el Festival de Cannes, Todd McCarthy de The Hollywood Reporter mencionó el uso de la música de Herrmann: «Hazanavicius y Bource eligieron atrevidamente emplear explícitamente la canción de amor de Bernard Herrman de Vértigo, que es dramáticamente efectiva en su propio estado, pero es tan bien conocida que te tira fuera de una película y te ubica en el modo de pensar de otra. Sin duda, una especie de equivalente reelaborado habría sido una mejor idea».

### Lista de diez destacados
La película apareció en los siguientes de listas de diez destacados para mejores películas del 2011 realizada por los críticos:
| Crítico                                   | Publicación                     | Posición |
| ----------------------------------------- | ------------------------------- | -------- |
| Richard Corliss                           | Time                            | 1        |
| Peter Bradshaw                            | The Guardian                    | 1        |
| Robbie Collin                             | The Telegraph                   | 1        |
| Peter Travers                             | Rolling Stone                   | 2        |
| Elizabeth Weitzman                        | New York Daily News             | 2        |
| Lisa Schwarzbaum                          | Entertainment Weekly            | 3        |
| Mark Kermode                              | BBC Radio 5 Live                | 4        |
| Richard T. Jameson                        | MSN Movies                      | 4        |
| Sean Axmaker                              | MSN Movies                      | 5        |
| Contribuidores y escritores Empire        | Empire Magazine                 | 5        |
| James Berardinelli                        | Reelviews                       | 5        |
| Encuesta internacional de críticos de S&S | Sight & Sound                   | 5        |
| Austin Film Critics Association           | Austin Film Critics Association | 6        |
| Roger Ebert                               | Chicago Sun-Times               | 10       |
| Equipo cinematográfico de Time Out'       | Time Out London                 | 10       |

## Premios
| Premio                      | Categoría                        | Receptor                                   | Resultado  |
| --------------------------- | -------------------------------- | ------------------------------------------ | ---------- |
| Óscar (2011)                | Mejor película                   | Mejor película                             | Ganadora   |
| Óscar (2011)                | Mejor director                   | Michel Hazanavicius                        | Ganador    |
| Óscar (2011)                | Mejor actor                      | Jean Dujardin                              | Ganador    |
| Óscar (2011)                | Mejor actriz de reparto          | Bérénice Bejo                              | Candidata  |
| Óscar (2011)                | Mejor guion original             | Michel Hazanavicius                        | Candidato  |
| Óscar (2011)                | Mejor fotografía                 | Guillaume Schiffman                        | Candidato  |
| Óscar (2011)                | Mejor montaje                    | Anne-Sophie Bion Michel Hazanavicius       | Candidatos |
| Óscar (2011)                | Mejor dirección artística        | Laurence Bennett Robert Gould              | Candidatos |
| Óscar (2011)                | Mejor banda sonora               | Ludovic Bource                             | Ganador    |
| Óscar (2011)                | Mejor diseño de vestuario        | Mark Bridghes                              | Ganador    |
| Globos de Oro (2011)        | Mejor película cómica o musical  | Mejor película cómica o musical            | Ganadora   |
| Globos de Oro (2011)        | Mejor director                   | Michel Hazanavicius                        | Candidato  |
| Globos de Oro (2011)        | Mejor actor en comedia o musical | Jean Dujardin                              | Ganador    |
| Globos de Oro (2011)        | Mejor actriz de reparto          | Bérénice Bejo                              | Candidata  |
| Globos de Oro (2011)        | Mejor guion                      | Michel Hazanavicius                        | Candidato  |
| Globos de Oro (2011)        | Mejor banda sonora               | Ludovic Bource                             | Ganador    |
| BAFTA (2011)                | Mejor película                   | Mejor película                             | Ganadora   |
| BAFTA (2011)                | Mejor director                   | Michel Hazanavicius                        | Ganador    |
| BAFTA (2011)                | Mejor actor                      | Jean Dujardin                              | Ganador    |
| BAFTA (2011)                | Mejor actriz                     | Bérénice Bejo                              | Candidata  |
| BAFTA (2011)                | Mejor guion original             | Michel Hazanavicius                        | Ganador    |
| BAFTA (2011)                | Mejor fotografía                 | Guillaume Schiffman                        | Ganador    |
| BAFTA (2011)                | Mejor montaje                    | Anne-Sophie Bion Michel Hazanavicius       | Candidatos |
| BAFTA (2011)                | Mejor diseño de producción       | Laurence Bennett Robert Gould              | Candidatos |
| BAFTA (2011)                | Mejor música original            | Ludovic Bource                             | Ganador    |
| BAFTA (2011)                | Mejor diseño de vestuario        | Mark Bridghes                              | Ganador    |
| BAFTA (2011)                | Mejor maquillaje y peluquería    | Julie Hewett Cydney Cornell                | Candidatos |
| BAFTA (2011)                | Mejor sonido                     | Nadine Muse Gérard Lamps Michael Krikorian | Candidatos |
| Sindicato de Actores (2011) | Mejor reparto                    | Mejor reparto                              | Candidato  |
| Sindicato de Actores (2011) | Mejor actor                      | Jean Dujardin                              | Ganador    |
| Sindicato de Actores (2011) | Mejor actriz de reparto          | Bérénice Bejo                              | Candidata  |
| Goya (2011)                 | Mejor película europea           | Mejor película europea                     | Ganadora   |
| Medallas CEC (2011)         | Mejor película extranjera        | Mejor película extranjera                  | Ganadora   |
| Premios Lumières (2012)     | Mejor película                   | Mejor película                             | Ganadora   |
| Premios Lumières (2012)     | Mejor actriz                     | Bérénice Bejo                              | Ganadora   |

## Nota
1. ↑  Hay algo de confusión si la película es francesa o estadounidense. El sitio oficial estadounidense declara que es "la primera película estadounidense del aclamado director y escritor francés Michel Hazanavicius", mientras la Academia de Artes y Ciencias Cinematográficas y los medios de comunicación la describen como una película francesa, afirmando que la película fue dirigida y producida por personas francesas, y que los dos protagonistas son interpretados por actores franceses.